# Tossa d'Espinau
El Tossa d'Espinau és una muntanya de 1.087 metres que es troba entre els municipis d'Albanyà a l'Alt Empordà i de Beuda, a la Garrotxa.
Aquest cim està inclòs al llistat dels 100 cims de la FEEC